# Björnviken, Esbo

Björnviken (finska: Otsolahti) är en grund vik med en småbåtshamn i stadsdelen Hagalund i Esbo stad, Finland. 
Runt Björnviken byggdes tre till fem våningar höga hus på 1960-talet. Stränderna är dock fritt tillgängliga för alla. I Björnviken finns också en småbåtshamn som Esbo stad upprätthåller. Bostadsområdet ligger på promenadavstånd från Hagalunds centrum och dess service. 